# Passage des Récollets
Le passage des Récollets est une voie du 10e arrondissement de Paris, en France.

## Situation et accès
Le passage des Récollets est situé dans le 10e arrondissement de Paris. Il débute au 122, rue du Faubourg-Saint-Martin et se termine au 17-21, rue des Récollets.

## Origine du nom
Elle porte le nom du couvent des Récollets, en raison de sa proximité avec la rue éponyme.

## Historique
Cette voie portait à l'origine le nom de « passage du Mont-de-Piété ».
Le 6 avril 1918, durant la première Guerre mondiale, un obus lancé par la Grosse Bertha explose dans le passage des Récollets.
Elle a été classée dans la voirie de Paris par arrêté municipal du 6 avril 1990.